# Mastrus pilifrons
Mastrus pilifrons là một loài tò vò trong họ Ichneumonidae.